# René Gade
René Gade Mikkelsen (nascido a 31 de janeiro de 1982, em Silkeborg) é um político dinamarquês que foi membro do Folketing pelo partido Alternativa de 2015 a 2019.

## Carreira política
Gade foi eleito pela primeira vez para o parlamento nas eleições legislativas dinamarquesas de 2015, onde recebeu 1.112 votos. Ele não concorreu novamente em 2019. Mikkelsen tentou fundar o seu próprio partido, mas não teve sucesso, um projeto que durou apenas oito meses.